# 印度茄
印度茄（学名：Solanum violaceum），又名南天茄，为茄科茄属下的一个种，生於中國。

## 外觀
台灣草藥市場（店）常與黄水茄混用，黃水茄基本上沒有刺或很少，殘留果實少而大；印度茄與黄水茄功效相當，鈕仔茄的刺很多，而且殘留的果實多而小。
別名鈕仔茄、柳仔茄、紫花茄、刺天茄等；漿果與「破布子」（破布仔）一樣小。

## 扩展阅读
- 維基物種上的相關：印度茄